# Auction (groupe)
Auction (en cyrillique АукцЫон) est un groupe de rock russe de Saint-Pétersbourg (Russie, anciennement Leningrad), fondé en 1978.

## Historique
Le groupe est fondé par Leonid Fiodorov et Oleg Garkoucha à l'Université polytechnique de Saint-Pétersbourg Pierre-le-Grand et commence à jouer de la new wave et du post punk. Par la suite, le groupe est influencé par des groupes folk européen et asiatique, par l'avant-garde jazz et par le poète futuriste Velimir Khlebnikov.

## Discographie
- Reviens à Sorrente (Вернись в Сорренто), 1986.
- The Observer (Д'Обсервер), 1986.
- Comment je suis devenu un traitre (Как я стал предателем), 1989.
- Tout est calme à Bagdad (В Багдаде все спокойно), 1989.
- Cul (Жопа), 1990.
- Gueule de bois (Бодун), 1991.
- L'oiseau (Птица), 1993.
- Auction (АукцЫон), 1995.
- C'est maman (Это мама), 2002.
- Les filles chantent (Девушки поют), 2007.
- Top (Юла), 2011.
- Au soleil (На Солнце), 2016.